# Timerider - Una moto contro il muro del tempo
Timerider - Una moto contro il muro del tempo è un film western di fantascienza del 1982 diretto da William Dear. 
Interpretato da Fred Ward nei panni di Lyle Swann, narra la storia di un motociclista che viene erroneamente rimandato indietro nel tempo al 1877. Il film è stato prodotto e co-sceneggiato (con il regista William Dear) da Michael Nesmith.

## Trama
Lyle Swann, un pilota di moto da cross, partecipa alla Baja 1000, una gara rallistica statunitense. Swann guida una Yamaha XT 500 modificata e quando si imbatte in un esperimento di viaggio nel tempo che utilizza "l'accelerazione della velocità maser" per inviare oggetti indietro nel tempo, Swann viene rimandato al 5 novembre 1877. Mentre fa una pausa per nuotare in uno stagno locale, si imbatte in una banda di fuorilegge guidata da Porter Reese, che inseguono Swann fino a San Marcos. La sua moto da cross spaventa i messicani, che lo chiamano "El Diablo" (il diavolo).
Lì incontra una bellissima donna, Claire Cygne, che lo aiuta a nascondersi e che ferisce gravemente uno degli uomini di Reese, Carl Dorsett. Il prete del villaggio costringe i fuorilegge a una ritirata, ma Reese continua a pianificare il furto della moto di Swann. Nel villaggio, Swann viene sedotto da Claire e va a letto con lei. Claire viene rapita da Claude Dorsett, uno scagnozzo di Reese e fratello di Carl Dorsett.
Riescono a rubare la moto di Swann, mentre quest'ultimo ottiene l'aiuto di un gruppo di due marescialli degli Stati Uniti, Potter e Daniels, che stanno cercando di catturare o uccidere la banda. Potter si vuole vendicare di Reese, perché due anni prima ha assassinato suo figlio. Swann riesce a recuperare la moto da cross e a salvare Claire. Potter e Daniels vengono uccisi da Reese in un'imboscata.
In una resa dei conti finale, la banda di fuorilegge affronta Swann su un altipiano. Quando arriva un elicottero (inviato dai costruttori dell'esperimento di viaggio nel tempo per riportare Swann a casa), gli uomini di Reese fuggono spaventati, ma Reese spara all'elicottero, uccidendo o ferendo uno dei piloti. L'elicottero inizia a girare all'impazzata mentre il copilota cerca di mantenere il controllo, facendo cadere la moto da cross al lato dell'altipiano. Reese viene ucciso dal rotore di coda dell'elicottero. L'elicottero riesce ad atterrare sull'altopiano e a salvare Swann.
Proprio mentre l'elicottero si allontana, Claire strappa dal collo di Swann un ciondolo che gli è stato tramandato dalla sua trisnonna, che lo aveva rubato al suo trisnonno come ricordo di "un'incredibile notte che hanno trascorso insieme". Swann scopre così di essere il suo trisnonno.